# Tour de Rybnik
Tour de Rybnik – polski jednodniowy wyścig kolarski rozgrywany w Rybniku w latach 2008–2019. Najczęściej imprezę organizowano w pierwszej połowie września. Wyścig przeznaczony był dla amatorów kolarstwa szosowego oraz kolarzy z licencjami sportowymi.
W latach 2013–2014 wyścig zaliczany był do polskiego cyklu wyścigowego ProLiga. Natomiast nigdy nie był wpisany do kalendarza UCI i nie posiadał kategorii UCI.
W wyścigu startowały polskie grupy kolarskie, kluby kolarskie, reprezentacje regionalne oraz kolarze niezrzeszeni.
Głównym organizatorem wyścigu była Fundacja Elektrowni Rybnik oraz Fizjo-Sport. Inicjatorem wyścigu był Robert Słupik (Fizjo-Sport), który od pierwszej edycji był dyrektorem wyścigu.

## Edycje
| Edycja | Termin            | Miejsce | Dystans  | Źródło      |
| ------ | ----------------- | ------- | -------- | ----------- |
| 1      | 20.09.2008        | Rybnik  |          |             |
| 2      | 20.09.2009        | Rybnik  | 57,2 km  | [ 1 ] [ 2 ] |
| 3      | 12.09.2010        | Rybnik  | 52 km    | [ 3 ] [ 4 ] |
| 4      | 11.09.2011        | Rybnik  | 78 km    | [ 5 ] [ 6 ] |
| 5      | 02.09.2012        | Rybnik  | 52 km    | [ 7 ] [ 8 ] |
| 6      | 01.09.2013        | Rybnik  | 132 km   | [ 9 ]       |
| 7      | 14.09.2014        | Rybnik  | 135 km   | [ 10 ]      |
| 8      | 30.08.2015        | Rybnik  | 132 km   | [ 11 ]      |
| 9      | 28.08.2016        | Rybnik  | 105,6 km | [ 12 ]      |
| 10     | 27.08.2017        | Rybnik  | 60 km    | [ 13 ]      |
| 11     | 25-26.08.2018     | Rybnik  | 132 km   |             |
| 12     | 31.08.-01.09.2019 | Rybnik  |          |             |